# Plaque d'immatriculation russe
 (janvier 2024).
Si vous disposez d'ouvrages ou d'articles de référence ou si vous connaissez des sites web de qualité traitant du thème abordé ici, merci de compléter l'article en donnant les références utiles à sa vérifiabilité et en les liant à la section « Notes et références ».

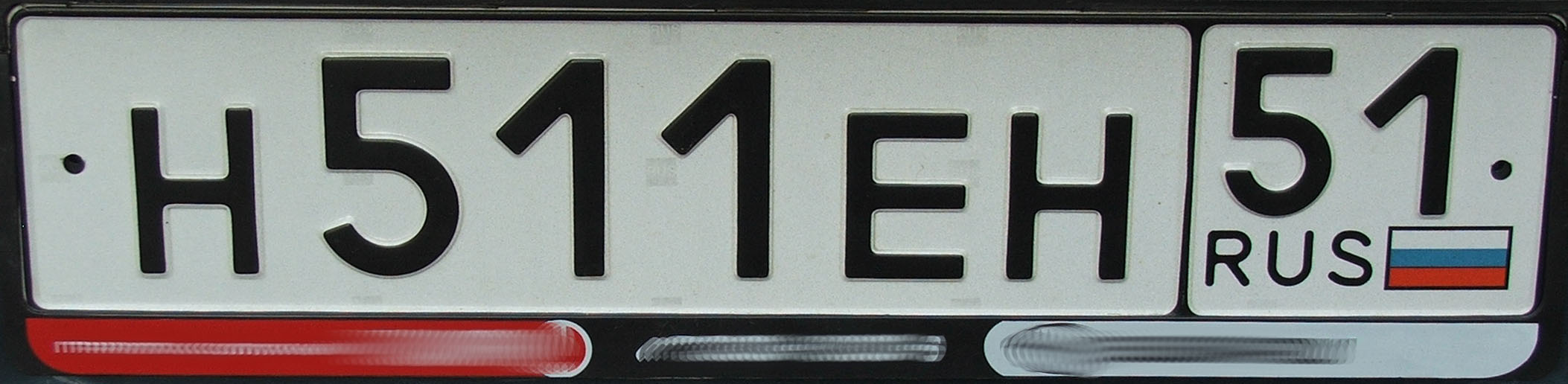
La plaque d’une voiture immatriculée dans l’oblast de Mourmansk.

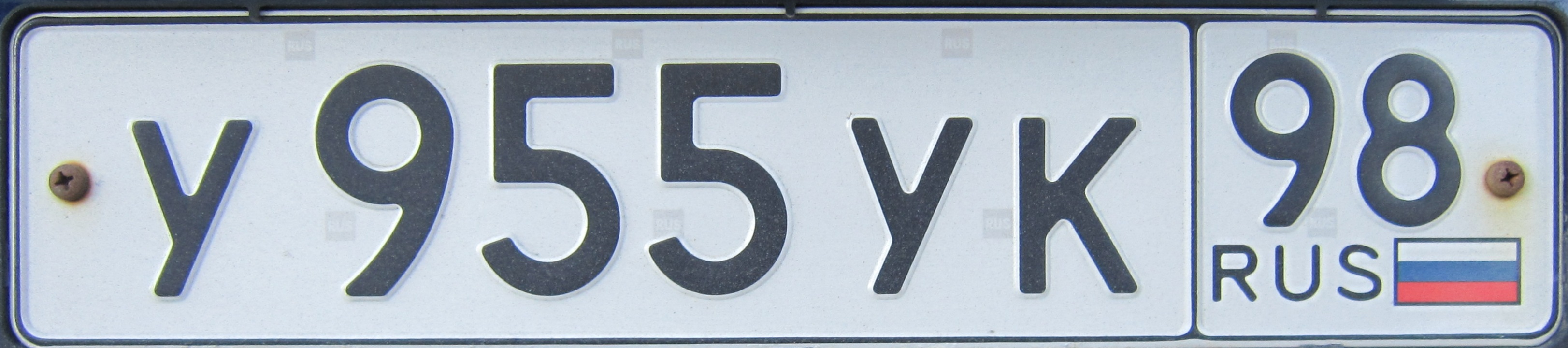
La plaque d’une voiture immatriculée à Saint-Pétersbourg.

La plaque d’immatriculation russe est un dispositif permettant l’identification des véhicules russes.

## Système actuel

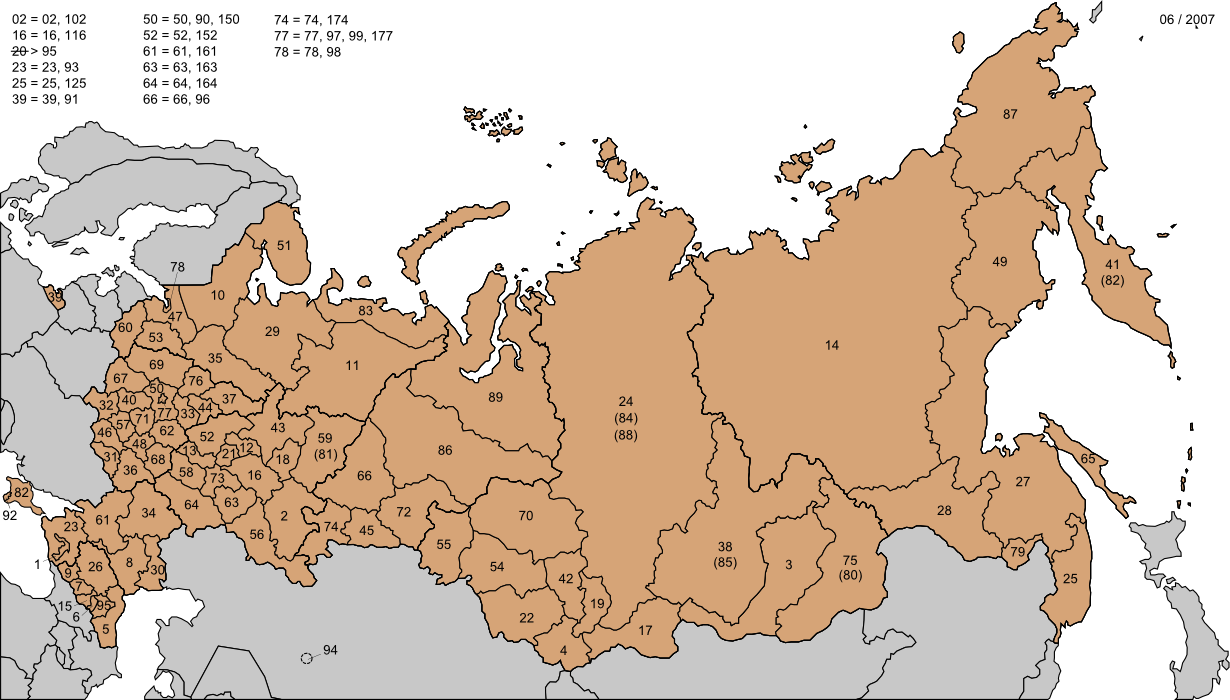
Correspondance des numéros des plaques d’immatriculation.

Les plaques d’immatriculation des voitures mesurent 520×110 mm et les caractères sont noirs sur un fond blanc.  Elles suivent le format suivant :
- une lettre (pour plus de lisibilité à l’étranger, les seules lettres utilisées sont les douze lettres de l’alphabet cyrillique qui ressemblent à des lettres de l’alphabet latin : А, В, Е, К, М, Н, О, Р, С, Т, У, Х) ;
- trois chiffres ;
- deux lettres ;
- un code à deux ou trois chiffres identifiant le sujet fédéral où le véhicule a été immatriculé ;
- les lettres « RUS » et le drapeau russe.

Certains véhicules (police, transports en commun, voitures diplomatiques…) ont un système d’immatriculation différent.